# Erna Berger
Pour les articles homonymes, voir Berger (homonymie).
Erna Berger, née le 19 octobre 1900 à Dresde et mort le 14 juin 1990 Essen, est une soprano allemande.

## Biographie
Elle étudie dans sa ville natale le piano et le chant avec Melita Hirzel, et y fait ses débuts en 1925, chantant d'abord de petits rôles, jusqu'en 1930.
Le 21 novembre 1949, elle débute avec le rôle de Sophie dans Der Rosenkavalier de Richard Strauss au Metropolitan Opera de New York. Elle reste dans cette ville jusqu'en 1951. Elle quitte la scène en 1955 pour retourner en Allemagne, s'installe à Hambourg comme professeur de chant. C'est le 15 février 1968, à Munich, qu'elle fait son dernier récital.
Elle garde comme meilleur rôle celui de Gilda dans Rigoletto de Giuseppe Verdi, Rosine dans Le Barbier de Séville de Gioachino Rossini.
Elle écrit une autobiographie qui paraît à Zurich en 1988 sous le titre de Auf Flügeln des Gesanges.

## Sources
- Roland Mancini et Jean-Jacques Rouveroux, Le Guide de l'opéra, Fayard, 1986  (ISBN 2-213-01563-5)
- Theodore Baker et Nicolas Slonimsky (trad. Marie-Stella Pâris, préf. Nicolas Slonimsky, édition adaptée et augmentée par Alain Pâris), « Erna Berger », dans Dictionnaire biographique des musiciens [« Baker's Biographical Dictionary of Musicians »], Paris, Robert Laffont, coll. « Bouquins », 1995 (réimpr. 1905, 1919, 1940, 1958, 1971, 1978, 1984, 1992) (1re éd. 1900), 4 728 p.